# Secrets (canción de Tiësto y KSHMR)
«Secrets» es una canción realizada por el disc jockey y productor neerlandés Tiësto y el productor estadounidense KSHMR, con la colaboración de la cantante australiana Vassy. Fue lanzada como sencillo el 16 de marzo de 2015 a través de la discográfica de Tiësto, Musical Freedom, mientras que la distribución estuvo a cargo de Universal Music. La canción fue incluida en el álbum recopilatorio Club Life: Volume Four New York City.

## Video musical
El video musical fue estrenado el 18 de marzo de 2015 y está dirigido por Roboshobo.

## Lista de canciones
| Descarga digital |                          |          |  |
| N.º              | Título                   | Duración |  |
| 1.               | «Secrets» (Radio edit)   | 3:36     |  |
| 2.               | «Secrets» (Original Mix) | 4:27     |  |

| Descarga digital (Future House Edit) |                               |          |  |
| N.º                                  | Título                        | Duración |  |
| 1.                                   | «Secrets» (Future House Edit) | 2:59     |  |

| Descarga digital (Remixes) |                                   |          |  |
| N.º                        | Título                            | Duración |  |
| 1.                         | «Secrets» (Future House Extended) | 3:20     |  |
| 2.                         | «Secrets» (Don Diablo Remix)      | 4:15     |  |
| 3.                         | «Secrets» (Don Diablo’s VIP Mix)  | 4:19     |  |
| 4.                         | «Secrets» (David Zowie Remix)     | 4:58     |  |
| 5.                         | «Secrets» (Felon Remix)           | 5:02     |  |
| 6.                         | «Secrets» (Diplo Remix)           | 3:25     |  |
| 7.                         | «Secrets» (ZAXX vs. Jaylex Remix) | 3:19     |  |
| 8.                         | «Secrets» (Riggi & Piros Remix)   | 3:38     |  |

## Posicionamiento en listas
| País           | Lista (2015)                | Mejor posición |
| -------------- | --------------------------- | -------------- |
| Austria        | Ö3 Austria Top 40           | 55             |
| Bélgica        | Ultratip flamenca           | 28             |
| Bélgica        | Ultratop 50 valona          | 32             |
| Canadá         | Canadian Hot 100            | 68             |
| Escocia        | Scottish Singles Chart      | 56             |
| Estados Unidos | Hot Dance Club Songs        | 35             |
| Estados Unidos | Dance/Electronic Songs      | 15             |
| Estados Unidos | Hot Dance Airplay           | 9              |
| Finlandia      | Suomen virallinen lista     | 17             |
| Francia        | SNEP Singles Chart          | 27             |
| Noruega        | VG-lista                    | 11             |
| Países Bajos   | Dutch Top 40                | 26             |
| Polonia        | Polish Airplay Top 20       | 17             |
| Reino Unido    | The Official Charts Company | 158            |
| Reino Unido    | UK Dance Chart              | 40             |
| Suecia         | Sverigetopplistan           | 24             |
| Suiza          | Schweizer Hitparade         | 31             |